# 兰州逍遥蛛
兰州逍遥蛛（学名：Philodromus lanchouensis）为逍遥蛛科逍遥蛛属的动物。分布于朝鲜以及中国大陆的内蒙古、吉林、辽宁、河北、青海、甘肃、西藏等地。该物种的模式产地在甘肃。